# Корєнь (річка)
Корєнь (рос. Речка Корень; Корень) — річка в Росії у Прохоровському , Корочанському й Шебекінському районах Бєлгородської області. Права притока річки Нежеголь (басейн Азовського моря).

## Опис
Довжина річки приблизно 73,27 км, найкоротша відстань між витоком і гирлом — 63,18  км, коефіцієнт звивистості річки — 1,16 . Формується багатьма балками та загатами.

## Розташування
Бере початок на південній стороні від села Холодне. Тече переважно на південний захід і у місті Шебекіно впадає у річку Нежеголь, ліву притоку Сіверського Дінця.
Населені пункти вздовж берегової смуги: Коломицеве, Олексіївка, Плоске, Ушаківка, Новотроївка, Неклюдове, Кошлакове, Чураєве, Кропивне.

## Цікаві факти
- У минулому столітті на річці існувала багато газових свердловин[2].